# Kladeruby nad Oslavou
Kladeruby nad Oslavou är en ort i Tjeckien.   Den ligger i regionen Vysočina, i den sydöstra delen av landet, 160 km sydost om huvudstaden Prag. Kladeruby nad Oslavou ligger 385 meter över havet och antalet invånare är 193.
Terrängen runt Kladeruby nad Oslavou är huvudsakligen platt, men österut är den kuperad. Runt Kladeruby nad Oslavou är det ganska tätbefolkat, med 80 invånare per kvadratkilometer. Närmaste större samhälle är Ivančice, 15,7 km öster om Kladeruby nad Oslavou. Trakten runt Kladeruby nad Oslavou består till största delen av jordbruksmark.